# محوطه درک
محوطه درک مربوط به هزاره ۵ تا ۳ قبل از میلاد است و در شهرستان زرآباد  دهستان زرآباد شرقی، ۱ کیلومتری جنوب روستای درک واقع شده و این اثر در تاریخ ۲۶ اسفند ۱۳۸۷ با شمارهٔ ثبت ۲۵۸۷۷ به‌عنوان یکی از آثار ملی ایران به ثبت رسیده است.